# Fotbal Club Viitorul Constanța
FC Viitorul Constanța é uma equipe romena de futebol com sede em Constanța. Disputa a primeira divisão da Romênia (Campeonato Romeno de Futebol).
Seus jogos são mandados no Stadionul Viitorul, que possui capacidade para 4.500 espectadores.

## Títulos
- Liga I (1) : 2016-2017)
- Liga III (1): 2009-2010

## História
O FC Viitorul Constanța foi fundado no verão de 2009. O clube é propriedade e foi fundado por Gheorghe Hagi, ex-jogador de futebol mais conhecido no seu país.
O clube começou suas atividades na Liga III no ano de 2009, sendo a terceira divisão nacional. Na sua primeira temporada o clube consegui o título e por consequência o acesso a Liga II. Na temporada 2011-2012 conseguiu o vice- campeonato e a promoção para a elite do futebol romeno, a Ligue I.
Nas seguintes temporadas o clube estabeleceu-se nas posições intermediarias, sendo que na edição 2014-2015 o proprietário do clube e ex-jogador Gheorgue Hagi, assumi como técnico. Na temporada 2016-2017 com uma campanha surpreendente e um elenco jovem o Viitorul Constanța alcança sua maior gloria, sendo campeão da Liga I.[carece de fontes?] Foi vice campeão da Supercopa da Romênia em 2017.  